# Thomasomys rhoadsi
Thomasomys rhoadsi é uma espécie de roedor da família Cricetidae.
Apenas pode ser encontrada no Equador.